# Etnodim
ETNODIM (ЕтноДім) — українська компанія, що спеціалізується на виробництві сучасних вишиванок і торгівлі ними. Головний офіс розташований у місті Києві (вулиця Верхній Вал, 58/28).

## Історія
Компанію заснував Андрій Черуха в 2009 році, ще бувши студентом-культурологом Національного університету «Острозька академія». Навчаючись на другому курсі, він, разом із товаришем, створив інтернет-магазин, у якому продавалися вишиванки ручної роботи від майстрів із Західної України. Початковий бюджет проєкту склав 1000 гривень, при цьому на просування сайту було витрачено 200 гривень. Спершу в штат компанії входило лише двоє людей: програміст і сам Андрій Черуха, який працював як менеджер і кур'єр.
Упродовж першого тижня роботи компанії вдалося реалізувати чотири вишиванки. Через два місяці після запуску сайту програміст вийшов із бізнесу, Андрій залишився сам розвивати цю справу. Через пів року підприємець позичив декілька тисяч гривень у своїх батьків на розширення асортименту вишиванок. Інвестиція дозволила збільшити прибуток, який молодий бізнесмен реінвестував в товар для збільшення асортименту. До кінця першого року існування сайту покупці замовляли до десяти сорочок на тиждень.
Після закінчення університету Андрій Черуха перевіз компанію до Києва, що дозволило вдвічі збільшити прибуток. За рік ETNODIM зумів відкрити шоу-рум і збільшити штат співробітників. Після розширення компанії у 2012 році була відкрита власна майстерня і ETNODIM почав виробляти власні колекції одягу, потім був відкритий вишивальний і швейний цехи. Компанія стала виробляти не тільки вишитий одяг, а й товари для дому, домашній текстиль та взуття.
У 2016 році була спроба відкрити магазин у Дніпрі, який пізніше довелося закрити через нерентабельність.

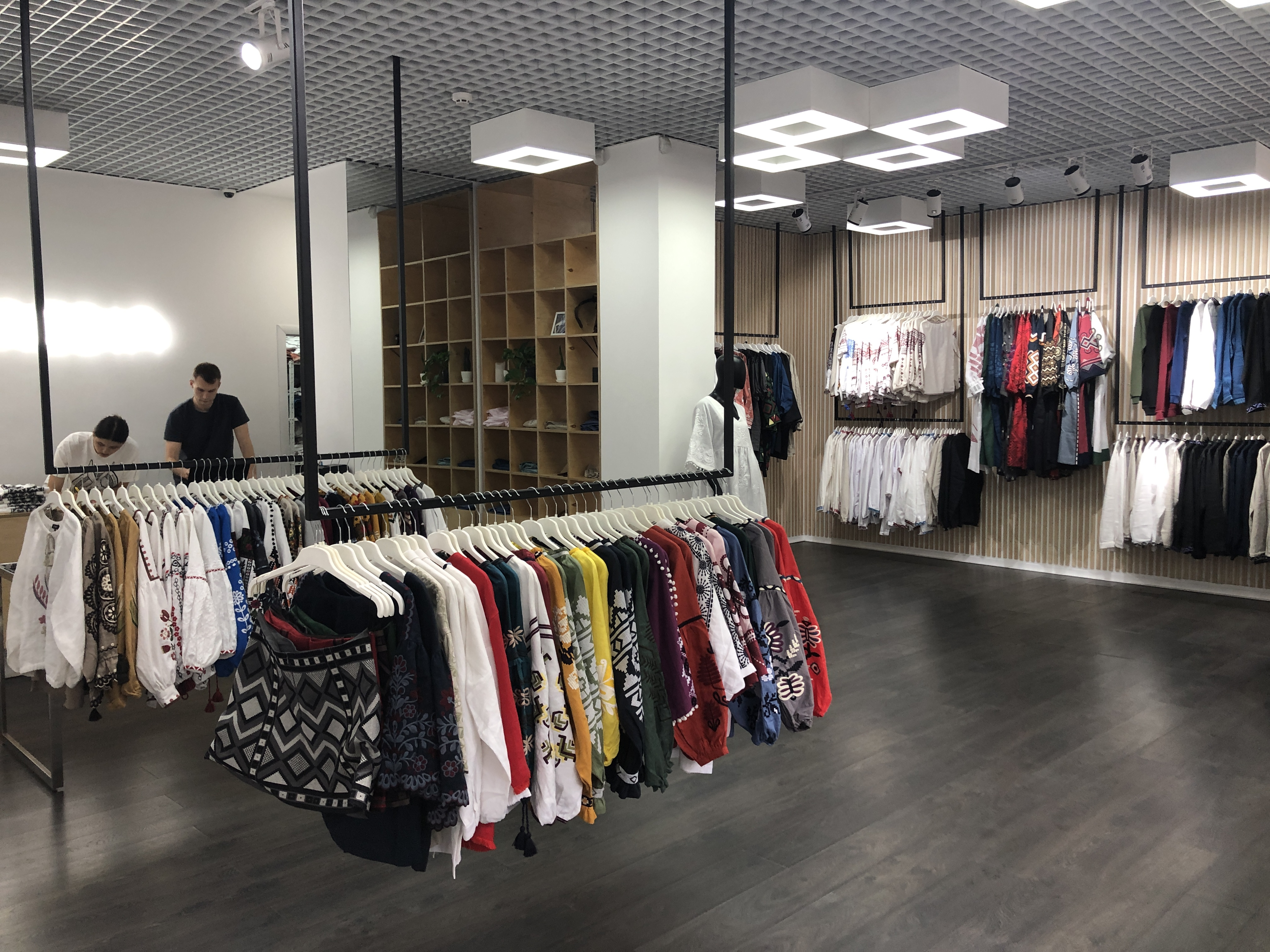
Магазин компанії у Києві

Напередодні Дня Незалежності України 2016 року компанія розпочала акцію, умови якої передбачали отримання безкоштовної вишиванки за певну кількість «лайків» під репостом їхнього допису від ETNODIM у Facebook. Компанія не розрахувала на такий величезний ажіотаж, і впродовж декількох днів вона змушена була подарувати понад 650 вишиванок.
ETNODIM виконав свою обіцянку і подарував одяг усім учасникам, які виконали умови акції. Для того, щоб обробити всі запити від учасників та зв'язатись із переможцями конкурсу, компанія найняла додатково шістьох осіб. Таким чином, бренд ETNODIM подарував товару більше ніж на мільйон гривень.
У 2016 році ETNODIM зробив рекламну фотозйомку в Нью-Йорку, головною героїнею якої стала афроамериканська модель Роксі Монро.
До 2018 року в ETNODIM працювало близько 35 співробітників.
З першого дня повномасштабного вторгнення, компанія «Етнодім» спільними зусиллями зібрала понад 1 млн гривень на допомогу армії.

## Продукція
ETNODIM є виробником та продавцем сучасних вишиванок з національним колоритом. Також компанія виготовляє гуді, футболки, сукні, пальто, халати, піжами, взуття та лляну постільну білизну. Крім того, в асортименті компанії є вишиванки ручної роботи від майстрів із Західної України.
Для постільних комплектів використовується лляна і однотонна сатинова тканина. Оскільки в Україні не виробляється необхідна для роботи тканина, компанія закуповує її в Білорусі та європейських країнах.
До Дня вишитої сорочки, бренд розробив ексклюзивну вишиванку з тризубом для президента України Володимира Зеленського.
До 90 % продажів компанії здійснюються через інтернет-магазин. Закордонні покупці складають 5-10 % від всіх продажів.